# Владимировка (Кагульський район)
Влади́мировка (Владімірешти, рум. Vladimirovca, Vladimirești) — село в Кагульському районі Молдови, відноситься до комуни Ґаваноаса.
Село розташоване на річці Кагул.
У селі проживають молдовани, гагаузи та українці.
Згідно з переписом населення 2004 року кількість українців - 46 осіб (13,5%).